# 茂庭広瀬公園
茂庭広瀬公園（もにわひろせこうえん）は、福島県福島市飯坂町茂庭にある公園である。

## 概要
摺上川ダム建設に伴い、ダムサイト直下の広大な敷地に整備された公園である。園内には50区画のキャンプ場や炊事場も備わっているバーベキュー広場、公園遊具として複合遊具やターザンロープ、スプリング遊具などが整備されている。摺上川沿いには水と触れ合える親水公園があり、自然と親しむ環境が整えられている。また、運動やスポーツが楽しめる多目的広場や、イベントに利用できる屋外ステージも併設されている他、隣接して福島市営の公衆浴場「もにわの湯」や農産物直売所や手打ちそば店を備えた「茂庭ふるさと館」がある。

## 設備
- キャンプ場（50区画。事前予約が必要だが、無料で利用できる。）
- バーベキュー広場（炉10箇所）
- 多目的運動場（両翼90m）
- 野外ステージ（音響機器を使用する場合、利用料1回1000円）
- 複合遊具・ターザンロープ・スプリング遊具
  - 2011年3月11日に発生した東日本大震災に伴う福島第一原子力発電所事故の影響が市内で最も低かったことから子供の外遊びの環境を整えるために整備された。[1]

もにわの湯
当公園に隣接する入浴施設である。摺上川ダムの調査試掘の際に源泉が発見され、広瀬温泉と名づけられた。泉質はアルカリ性単純温泉である。天然石を利用した露天風呂とガラス張りの内風呂、休憩室が備えられており、建物の外観は旅人の笠をイメージした円形の形状をしている。
- 所在地 - 福島市飯坂町茂庭字清水川原21-2
- 入浴料 - 大人250円、子供120円
- 駐車場 - 84台

茂庭ふるさと館
もにわの湯敷地内にある物産館であり、農産物直売所「来夢来人」、手打ちそば店「霧華亭」（営業時間11時～14時）が入居する。

## 周辺
- 摺上川ダム
  - 梨平公園
  - 茂庭生活歴史館 - 当公園の施設利用申請の窓口となっている。

## アクセス
- 飯坂温泉駅より福島交通路線バス、「もにわの湯」行乗車35分、もにわの湯下車。